# The Costume of the Clans
The Costume of the Clans (littéralement L'Habillement des clans) est un ouvrage publié en 1845 par les frères John Sobieski Stolberg Stuart (pseudonyme de John Carter Allen) et Charles Edward Stuart (pseudonyme de Charles Manning Allen), détaillant à l'aide de superbes illustrations originales, les vêtements traditionnels écossais. Cependant de nombreuses références citées par les auteurs sont soit inconnues, soit considérées comme des supercheries (par exemple les fameux poèmes d'Ossian publiés par le poète James Macpherson).
Cet ouvrage fait suite au Vestiarium Scoticum, publié par les mêmes auteurs en 1842 et dont le contenu est aujourd'hui largement considéré comme ayant été purement et simplement inventé par eux. Cependant, ces deux livres ont contribué non seulement à la renaissance du tartan en Écosse mais également à établir la tradition désormais largement répandue d'attribuer le dessin d'un tartan spécifique à un clan écossais.

## L'ouvrage
Le livre compte 174 pages d'une taille d'environ 57 centimètres de haut sur 43 de large, et contient 34 planches illustrées. Il a été publié à Édimbourg avec une reliure en cuir rouge. Il est dédié à Louis Ier de Bavière.
À la suite de la publication de cet ouvrage, des livres relativement similaires seront publiés par d'autres auteurs. En 1845, James Logan, d'Aberdeen, écrira un ouvrage intitulé The Clans of the Scottish Highlands: The Costume of the Clans illustrés de vingt-deux planches en couleurs dessinées par le comédien et peintre Robert Ronald McIan (1803 – 13 décembre 1856).

## Les auteurs
Les frères John (vers 1795-1872) et Charles (vers 1799-1880) Allen sont nés au Pays de Galles. Ils sont persuadés qu'ils descendent des Stuart (dynastie écossaise) et que leur véritable grand-père paternel serait en fait le prince « Bonnie » Charles Édouard Stuart, dont la mère était la petite-fille du roi polonais Jean III Sobieski. Une affirmation qui étonne d'ailleurs fortement leur propre père…
Ils quittent le Pays de Galles pour s'installer en Écosse, s'habillent en costume traditionnel écossais (kilt, plaid…) et se convertissent au catholicisme. Ils changent plusieurs fois leur nom de famille : ils transforment « Allen » en « Allan » qui fait plus écossais, puis ils se font appeler « Hay Allan », et enfin « Hay », ce qui les rapproche des comtes d'Eroll, titre créé en 1453 pour Sir William Hay. Pour signer le Vestiarium Scoticum et The Costume of the Clans, ils utilisent comme noms de plume, respectivement « John Sobieski Stuart »  et « Charles Edward Stuart »
Ils sont bien reçus en Écosse où Thomas Fraser, Lord de Lovat, leur offre en 1838 une maison située sur l'île de Eilean Aigas sur la rivière Beauly. Ils s'y entourent d'une petite cour, à la manière des souverains.
En 1847, à la suite de la controverse liée à la publication du Vestiarium Scoticum, ils sont contraints de quitter l'Écosse et vont s'établir en France. John décède en 1872 dans le quartier de Pimlico à Londres, tandis que son jeune frère Charles meurt en 1880 sur un bateau à vapeur au cours d'un voyage vers la France. Ils sont tous les deux enterrés en Écosse.

## Exemplaires de l'ouvrage
- Un exemplaire est disponible à la bibliothèque du Congrès (Library of Congress) à Washington DC aux États-Unis